# 思高聖経
思高聖経（しこうせいきょう）は、中国大陸では通常「思高圣经」、それ以外では「思高譯本」と呼ばれているキリスト教聖書の中国語訳である。20世紀中ごろに完成し、カトリックの用語で翻訳されているので、中国語を使うカトリック教会でもっとも広く使われている聖書で、中国大陸では徐々に牧霊聖経が広く使われてきている。

## 概要
思高聖経はイタリア人のガブリエレ・アレグラ神父（Rev. Gabrielle Allegra O.F.M.、中国語名：雷永明神父）により1935年ごろ開始され、その後さまざまな人たちも参加して、翻訳も中国大陸から香港に移動して行われ、はじめ旧約聖書、のちに新約聖書の翻訳も完成して、中国語繁体字版が1968年に完成し、のちに中国語簡体字版も出版された。
翻訳の経緯を述べると
- 1935年 - ガブリエレ・アレグラ（雷永明）神父が翻訳を開始
- 1945年 - 思高聖経学会が成立して、旧約聖書の翻訳を継続
- 1946年 - 思高聖経学会が北平（北京）から香港へ移動
- 1953年 - 旧約聖書の翻訳を完成
- 1955年 - 新約聖書の福音書の翻訳を開始
- 1968年 - 新約聖書の翻訳を完成し、聖書全書を刊行